# Xylophanes ferotinus
Xylophanes ferotinus là một loài bướm đêm thuộc họ Sphingidae. Nó được tìm thấy ở Venezuela.
Chiều dài cánh trước khoảng 31 mm. Nó tương tự như Xylophanes tersa tersa nhưng khác ở màu nền xanh lá cây ô liu.
Con trưởng thành bay từ tháng 10 đến tháng 11 ở khu vực Amazon ở độ cao 1.550 mét và có lẽ mọc cánh quanh năm.
Ấu trùng có lẽ ăn các loài Psychotria panamensis, Psychotria nervosa và Pavonia guanacastensis.